# Charlie Rose
Pour les articles homonymes, voir Rose.
Charles Peete Rose Jr., né le 5 janvier 1942 à Henderson, en Caroline du Nord, est un journaliste et présentateur de télévision américain.

## Biographie

### Carrière
À partir de 1991, il présente une émission d'entretiens, intitulée Charlie Rose, diffusée à partir de 1993 sur le réseau de télévision public américain PBS. Il anime également depuis janvier 2012 la matinale CBS This Morning diffusée quotidiennement sur le réseau télévisé CBS.
Il a animé, aux côtés de Lara Logan, la première édition de la nouvelle version de Person to Person (en), émission d'information historique de CBS animée de 1953 à 1961 par Edward R. Murrow.
Il a été élu meilleur journaliste par l'ACMA[Quoi ?].
Il apparaît dans son propre rôle dans l'avant dernier épisode de Breaking Bad.

## Affaires judiciaires

### Accusation de harcèlement sexuel
Le 20 novembre 2017, le Washington Post annonce que huit femmes qui ont travaillé pour lui accusent Charlie Rose de divers actes d'inconduite sexuelle, notamment de harcèlement sexuel, d'attouchements et d'appels téléphoniques obscènes. Les accusations portent sur des comportements allant de la fin des années 1990 à 2011.
Le jour de la publication de l'article sur les déclarations des femmes PBS, Bloomberg LP et CBS ont immédiatement suspendu leur collaboration avec lui dans l'attente d'une enquête,. CBS, PBS et Bloomberg ont mis fin à leurs contrats avec lui le lendemain.
Rose a publie une déclaration : « Je m'excuse profondément pour mon comportement inapproprié. Je suis très gêné. J’ai parfois fait preuve d’insensibilité et j’en accepte la responsabilité, même si je ne crois pas que toutes ces allégations soient exactes. J'ai toujours senti que je recherchais des sentiments partagés, même si je réalise maintenant que je me trompais. »
Le licenciement de Charlie Rose en tant que co-présentateur sur CBS This Morning a été couvert par CBS, le lendemain de la publication du rapport.
En mai 2018, 27 autres femmes l'ont accusé de harcèlement sexuel, notamment d'attouchements et de commentaires suggestifs. Cela porte à 35 le nombre total de femmes qui l'ont accusé de comportement abusif et de harcèlement sexuel.
Charlie Rose a été poursuivi pour harcèlement verbal par Gina Riggi, son ancienne maquilleuse depuis 20 ans.
Le 31 août 2018, il a déposé une requête en rejet du procès, suggérant que les femmes exploitaient la campagne #MeToo. John Dickerson, ancien animateur de Face the Nation, a remplacé Rose en tant que co-présentateur sur CBS This Morning, et Christiane Amanpour a repris ses rôles sur PBS.